# Gavin & Stacey
Gavin & Stacey är en brittisk komediserie, skapad av James Corden och Ruth Jones. Serien hade premiär 2007.

## Utmärkelser
Gavin & Stacey vann BAFTA:s Audience Award och British Comedy Awards Best New British TV Comedy under 2008. 2010 vann serien National Television Awards för Best Comedy.

## Rollista i urval
- Mathew Horne – Gavin Shipman
- Joanna Page – Stacey West Shipman
- Ruth Jones – Nessa Jenkins
- James Corden – Neil "Smithy" Smith
- Alison Steadman – Pam Shipman
- Larry Lamb – Mick Shipman
- Melanie Walters – Gwen West
- Rob Brydon – Bryn West
- Margaret John – Doris
- Steffan Rhodri – Dave
- Julia Davis – Dawn Sutcliffe
- Adrian Scarborough – Pete Sutcliffe
- Robert Wilfort – Jason West
- Sheridan Smith – Rudi Smith (säsong 2-3)
- Pam Ferris – Cath Smith (säsong 3)